# Tsutsui Junshō
Tsutsui Junshō est un nom japonais traditionnel ; le nom de famille (ou le nom d'école), Tsutsui, précède donc le prénom (ou le nom d'artiste).
Fils de Tsutsui Junkō, Tsutsui Junshō (筒井 順昭, 2 mars 1523 - 2 août 1550) est un seigneur de guerre de la province japonaise de Yamato au cours de la période Sengoku au XVIe siècle de l'histoire du Japon. À un moment donné de cette période, Junshō accède à la position de daimyō dans la province de Yamato.

## Source de la traduction
- (en) Cet article est partiellement ou en totalité issu de l’article de Wikipédia en anglais intitulé « Tsutsui Junshō » (voir la liste des auteurs).